# Orchestre philharmonique de Dresde
La Dresdner Philharmonie appelé Orchestre philharmonique de Dresde en français est un orchestre allemand basé dans la ville de Dresde. Il est le deuxième orchestre de la ville avec la prestigieuse Staatskapelle de Dresde.

## Histoire
L'orchestre donne son premier concert dans la Gewerbehaussaal (la « salle de la maison des métiers ») dès le 29 novembre 1870, sous le nom de Gewerbehausorchester. L'orchestre prend son nom actuel en 1915 en recevant le soutien financier de la Ville de Dresde.
Actuellement, l'orchestre se produit au Palais de la Culture (Kulturpalast), ainsi qu'à la Kreuzkirche (l'église Sainte-Croix, de Dresde), au Conservatoire de Dresde et au château d'Albrechtsberg.

## Chef principal
- 1870-1885 Hermann Mannsfeldt
- 1885-1886 Michael Zimmermann
- 1886-1890 Ernst Stahl
- 1890-1903 August Trenkler
- 1903-1915 Willy Olsen
- 1915-1923 Edwin Lindner
- 1923-1924 Joseph Gustav Mraczek
- 1924-1929 Eduard Mörike
- 1929-1932 Paul Scheinpflug
- 1932-1934 Werner Ladwig
- 1934-1942 Paul van Kempen
- 1942-1944 Carl Schuricht
- 1945-1946 Gerhart Wiesenhütter
- 1947-1964 Heinz Bongartz
- 1964-1967 Horst Förster
- 1967-1972 Kurt Masur
- 1972-1976 Günther Herbig
- 1977-1985 Herbert Kegel
- 1986-1994 Jörg-Peter Weigle
- 1994-2001 Michel Plasson
- 2001-2004 Marek Janowski
- 2004-2011 Rafael Frühbeck de Burgos
- 2011-2019 Michael Sanderling
- 2019-2023 Marek Janowski
- 2024-…  Donald Runnicles